# Mauricio Islas
Mauricio Islas (1973. augusztus 16.–) mexikói színész.

## Élete és pályafutása
Mexikóvárosban született, két testvére van.
2001. november 29-én feleségül vette Patricia Villasaña venezuelai énekesnőt. Lányuk 2002. május 3-án született. 2006-ban elváltak.
Jelenlegi párjától, Paloma Quezadától 2011. február 24-én született fia.

## Filmográfia

### Telenovellák
| Év        | Cím                                           | Szerep                           | Megjegyzés | Magyar hang     |
| --------- | --------------------------------------------- | -------------------------------- | --- | --------------- |
| 2017      | Persequidos                                   | José Vicente                     | |                 |
| 2014      | Las Bravo                                     | Leonardo Barbosa                 | |                 |
| 2013      | Destino                                       | Sebastián Montesinos             | |                 |
| 2012      | La Mujer de Judas                             | Simon Castellanos Rojas          | |                 |
| 2012      | A Corazón Abierto                             |                                  | |                 |
| 2011      | Cielo Rojo                                    | Andrés Rentería                  | |                 |
| 2010      | La Loba                                       | Emiliano Alcazár                 | |                 |
| 2007-2008 | Bűnös szerelem (Pecados Ajenos)               | Adrián Torres                    | Award Fama for Best Actor                                                                                               | Széles Tamás    |
| 2006      | Amores de Mercado (Szerelempiac)              | Fernando Leyra /Antonio Álamo    | |                 |
| 2005      | Decisiones                                    | Fabricio Salas                   | |                 |
| 2005      | Los Plateados                                 | Gabriel Campuzano                | |                 |
| 2004      | A szerelem foglyai (Prisionera)               | Daniel Moncada                   | Telemundo | Posta Victor    |
| 2003      | Tiszta szívvel (Amor real)                    | Adolfo Solís / Felipe Santamaría | Sol de Oro for Best Antagonist Califa de Oro for Best Antagonist Nominated - TVyNovelas Award for Best Male Antagonist  | Barát Attila    |
| 2001      | Az ősforrás (El manantial)                    | Alejandro Ramírez Insunza        | TVyNovelas-díj a legjobb férfi főszereplőnek El Heraldo Award for Best Television Actor Bravo Award for Best Lead Actor | Dányi Krisztián |
| 2000      | Primer amor... a mil por hora (Első szerelem) | Demian Ventura                   | Nominated - TVyNovelas Award for Best Male Antagonist Eres Award for Best Antagonist                                    | Barát Attila    |
| 2000      | Mi destino eres tú                            | Ramiro Galindo Suárez            | |                 |
| 1999      | DKDA: Sueños de juventud                      | Mauricio                         | |                 |
| 1999      | Amor gitano                                   | Renzo                            | |                 |
| 1998      | Preciosa                                      | Luis Fernando                    | Nominated - TVyNovelas Award for Best Young Lead Actor                                                                  |                 |
| 1997      | Mi pequeña traviesa                           | Juan Felipe                      | |                 |
| 1997      | Mi querida Isabel                             | Marcos                           | |                 |
| 1996      | Canción de amor                               | Edgar                            | |                 |
| 1995      | Pobre niña rica                               | David                            | |                 |
| 1994      | Volver a empezar                              | Freddy Landeros                  | |                 |
| 1992      | Mágica juventud                               | Alfredo                          | |                 |
| 1992      | Carrusel de las Américas                      |                                  | |                 |

### Filmek
| Év   | Cím                              | Szerep                 | Megjegyzés | Magyar hang |
| ---- | -------------------------------- | ---------------------- | ---------- | ----------- |
| 2011 | Viento en contra                 | Matías Parga           |            |             |
| 2010 | El secreto                       | Maurice de Gavrillac   |            |             |
| 2009 | El cártel                        | Santos                 |            |             |
| 2006 | Ambiciona                        | Raúl                   |            |             |
| 2005 | Don de Dios                      |                        |            |             |
| 2002 | Punto y aparte                   | Sergio                 |            |             |
| 2001 | Primer amor... tres años después | Demián Ventura Camargo |            |             |